# Lausnitz (Unterwellenborn)

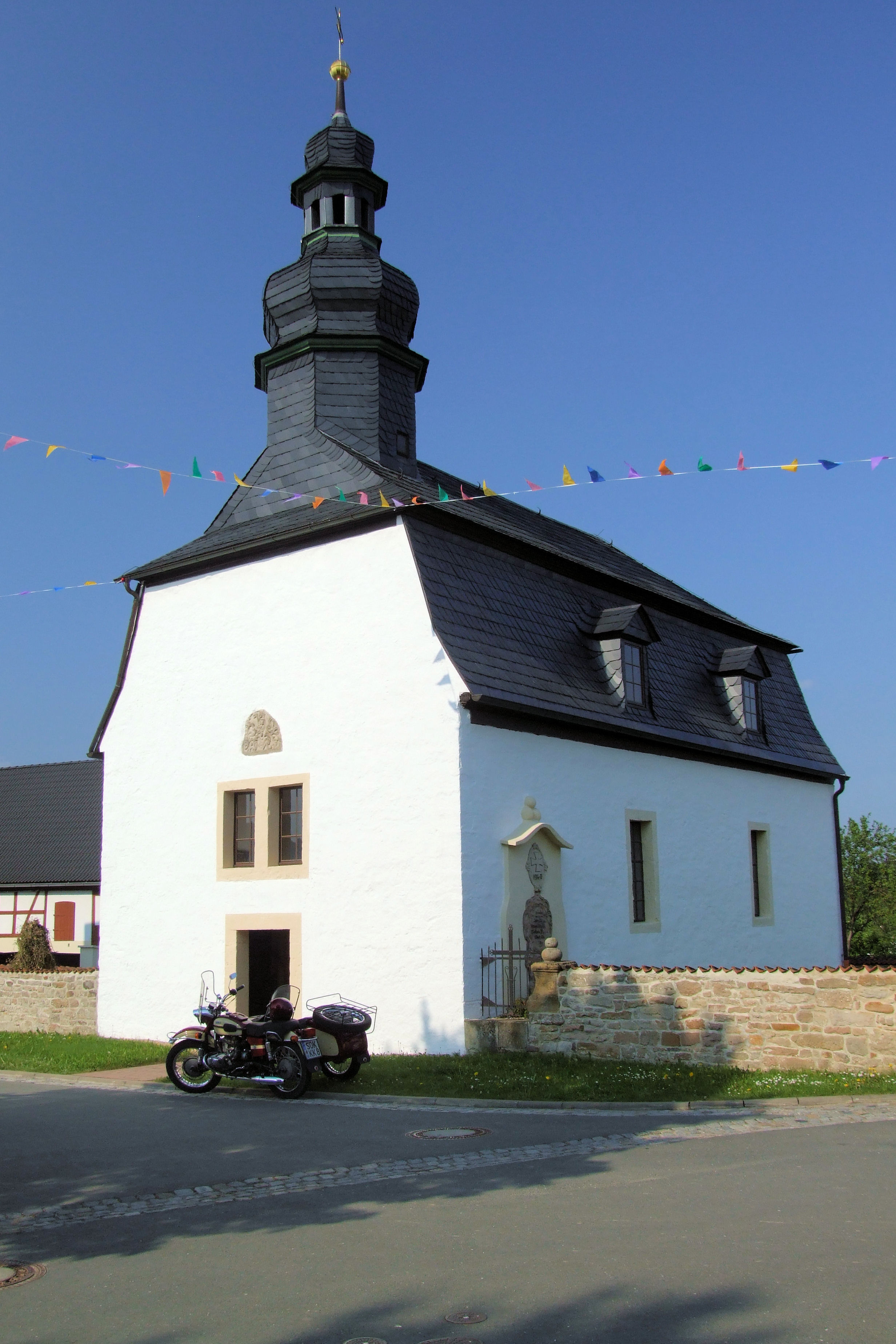
Dorfkirche

Lausnitz ist ein Ortsteil von Unterwellenborn im Landkreis Saalfeld-Rudolstadt (Thüringen) mit etwa 150 Einwohnern.

## Geografie
Lausnitz liegt in der westlichen Orlasenke zwischen Saalfeld im Westen und Pößneck im Osten auf einer Höhe von etwa 300 Metern über NN. Die Ortsflur von Lausnitz hat eine Fläche von 1,91 km². Nördlich des Ortes liegt das Thüringer Holzland mit Erhebungen bis zu 400 Metern Höhe.

## Geschichte
Die Dorfkirche wurde am 6. November 1725 eingeweiht.
Die selbständige Gemeinde gehörte der Verwaltungsgemeinschaft Unterwellenborn an, die ihren Verwaltungssitz in  Unterwellenborn hatte. Zum 1. Februar 2006 wurden diese Verwaltungsgemeinschaft aufgelöst und die Orte nach Unterwellenborn eingegliedert.
Der letzte Gemeinderat bestand aus sechs Mitgliedern. Der letzte ehrenamtliche Bürgermeister Volker Hirt (Pro Lausnitz) wurde am 27. Juni 2004 gewählt.

### Einwohnerentwicklung
Entwicklung der Einwohnerzahl  (Stand jeweils 31. Dezember):
| - 1994: 148 - 1995: 156 - 1996: 155 - 1997: 160 | - 1998: 161 - 1999: 162 - 2000: 154 - 2001: 165 | - 2002: 165 - 2003: 156 - 2004: 158 - 2005: 154 |

 Datenquelle: Thüringer Landesamt für Statistik

## Verkehr
Lausnitz liegt an der B 281, die Saalfeld und Gera verbindet.

## Persönlichkeiten
- Ernst Löbe (1836–1916), Jurist und höherer sächsischer Staatsbeamter in der Finanzverwaltung